# 9-Zoll-Kanone M1877
Die 9-Zoll-Kanone M1877 (russisch: 9-дюймовая пушка обр. 1877 г , nach Umstellung auf das metrische System: 229-мм орудие обр. 1877 г.) war ein Schiffsgeschütz der Kaiserlich-Russischen Marine. Sie wurde ebenfalls als Küstengeschütz eingesetzt.

## Geschichte

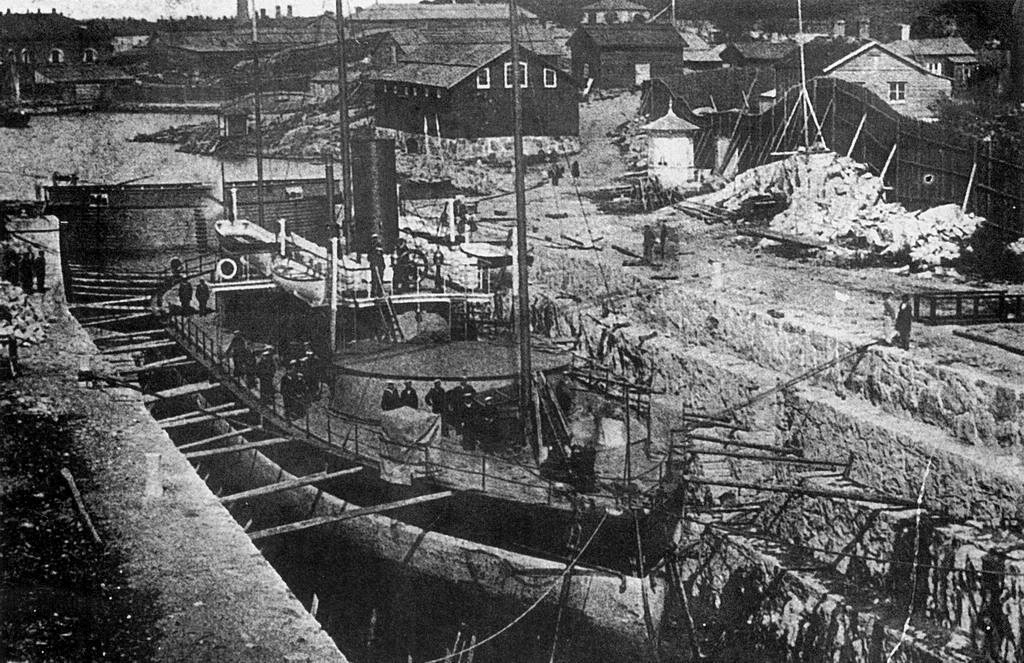
Monitor Rusalka im Dock in Helsingfors

Die 9-Zoll-Kanone M1877, die bei der Kaiserlich Russischen Marine zum Einsatz kam, war im Gegensatz zur Kanone gleichen Kalibers des Heeres keine Neuentwicklung, sondern entstand als Umbau aus der von Krupp bzw. dem Obuchow-Werk gebauten 9-Zoll-Kanone M1867. Grundlage des Umbaus waren die Zeichnungen des Heeresamtes. Der Umbau der Waffen begann ab 1881. In diesem Jahr wurden die Geschütze Nr. 46 und Nr. 147 des Kanonenbootes Lawa zum Umbau abgegeben. Der Umbau der Geschütze Nr. 52, 53, 57 und 60 des Kanonenbootes Russalka begann im gleichen Jahr.
Im Jahr 1890 waren auf den Schiffen der Kaiserlich-Russischen Marine insgesamt 12 9-Zoll-Kanonen M1877 vorhanden, eine weitere war eingelagert und sechs Stück befanden sich gerade im Umbau.

## Konstruktion
Die Länge des Rohres betrug 5016 mm, das entspricht 22 Kalibern. Das Rohr hatte 52 Züge mit einer Tiefe von 1,52 mm. Das Gewicht der Waffe mit Verschluss lag bei 15.348 kg, der Verschluss allein wog 491 kg.
Die Waffen verschossen Geschosse mit jeweils zwei Führungsringen aus Kupfer. Dabei waren drei verschiedene Geschosstypen einsetzbar. Die Granate mit einem Körper aus gewöhnlichen Gusseisen wog 113,4 kg, hatte eine Länge von 2,5 Kalibern und war mit 5,02 kg Sprengstoff gefüllt. Die Granate mit einem Körper aus Hartguss wog 126,2 kg und hatte eine Länge von ebenfalls 2,5 Kalibern. Daneben gab es noch Granaten aus Stahl mit einem Gewicht von 126,2 kg und einer Länge von 2,7 Kalibern.
Als Treibladung wurde zunächst Schwarzpulver genutzt, bevor auf eine Treibladung aus braunem Pulver mit einem Gewicht von 33,6 bis 35,3 kg übergegangen wurde. Mit beiden Treibladungstypen wurde eine Mündungsgeschwindigkeit von 471 m/s erreicht, bei einer Rohrerhöhung von +8,7° ergab dies eine Schussweite von 3660 m.
Die Lafetten wurden unverändert vom Vorgängertyp 9-Zoll-Kanone M1867 übernommen.